# All-Star Gala 2016
Het All-Star Gala 2016 was de 41e editie van het All-Star Gala. Het evenement werd op zondag 28 februari gehouden in de Vijf Meihal in Leiden.

## All*Star Game
| 22 februari 2015 16:30 | Nederland                                  | 100–98  | DBL Stars                      | Vijf Meihal, Leiden                                                          |  |
| 22 februari 2015 16:30 | De Jong 25 De Jong 10 Williams, Kherrazi 3 | Verslag | Dourisseau 24 Kravic 9 Gibbs 3 | Kwartstanden: 22-25, 24-29, 27-26, 27-18 Toeschouwers: 2.000 TV: Ziggo Sport |  |
| 22 februari 2015 16:30 |                                            |         |                                |                                                                              |  |
|                        |                                            |         |                                |                                                                              |  |

| Pos.    | Speler              | Team                       | Aantal All-Star selecties |
| Spelers | Spelers             | Spelers                    | Spelers                   |
| ------- | ------------------- | -------------------------- | ------------------------- |
| G       | Worthy de Jong      | Zorg en Zekerheid Leiden   | 5                         |
| G       | Leon Williams       | SPM Shoeters Den Bosch     | 3                         |
| F       | Mohamed Kherrazi    | Zorg en Zekerheid Leiden   | 2                         |
| C       | Thomas Koenis       | Zorg en Zekerheid Leiden   | 2                         |
| C       | Yannick Franke      | – 1                        | 2                         |
| G       | Maarten Bouwknecht  | SPM Shoeters Den Bosch     | 1                         |
| G       | Arvin Slagter       | SPM Shoeters Den Bosch     | 6                         |
| F       | Ralf de Pagter 3    | SPM Shoeters Den Bosch     | 2                         |
| F       | Kees Akerboom jr.   | SPM Shoeters Den Bosch     | 10                        |
| F       | Jeroen van der List | Zorg en Zekerheid Leiden   | 4                         |
| F       | Jessey Voorn 2      | Landstede Basketbal        | 3                         |
| G       | Stefan Mladenovic 2 | Challenge Sports Rotterdam | 1                         |
| Coaches |                     |                            |                           |
|         | Toon van Helfteren  | Geen club, bondscoach      |                           |

| Pos.        | Speler            | Team                       | Aantal selecties |          |
| Starters    | Starters          | Starters                   | Starters         | Starters |
| ----------- | ----------------- | -------------------------- | ---------------- | -------- |
| G           | Lance Jeter       | Donar                      | 3                |          |
| G           | Rogier Jansen     | Zorg en Zekerheid Leiden   | 3                |          |
| F           | Jason Dourisseau  | Donar                      | 5                |          |
| F           | Tyson Hinz        | Landstede Basketbal        | 1                |          |
| C           | Dejan Kravic      | SPM Shoeters Den Bosch     | 1                |          |
| Bankspelers |                   |                            |                  |          |
| C           | Ross Bekkering    | Donar                      | 4                |          |
| F           | Stefan Wessels    | SPM Shoeters Den Bosch     | 7                |          |
| F           | Thomas Dreesen    | BS Weert                   | 1                |          |
| F           | Grant Gibbs       | Landstede Basketbal        | 1                |          |
| G           | La'Shard Anderson | Challenge Sports Rotterdam | 2                |          |
| G           | Javier Duren      | Aris Leeuwarden            | 1                |          |
| C           | Max van Schaik 3  | BC Apollo Amsterdam        | 1                |          |
| G           | Gian Slagter 2    | BC Apollo Amsterdam        | 1                |          |

1 Yannick Franke speelde tot februari bij Donar.

2 Deze spelers werden opgeroepen als vervangers voor geblesseerde spelers.

3 Deze spelers waren geblesseerd en speelden niet mee.

## Andere evenementen
Dunk Contest
- Winnaar: Jeroen van der List – Zorg en Zekerheid Leiden

Three-point contest
- Winnaar: Rogier Jansen – Zorg en Zekerheid Leiden

Skills Challenge
- Winnaar: La'Shard Anderson – Challenge Sports Rotterdam